# Sistemazione a prode

Schema. cap: capezzagna; cpf: capofosso; pr: scolina (proda)

La sistemazione a prode o a rivale o alla toscana è una tradizionale sistemazione idraulico-agraria del terreno in uso nell'Italia Centrale e in Emilia-Romagna nel Seicento e nel Settecento, adatta alla regimazione idraulica di terreni di medio impasto tendenti all'argilloso o al limoso.
Lo schema ricorda quello della sistemazione a larghe, da cui differisce per la presenza di filari di piante arboree e per la minore superficie degli appezzamenti. I campi sono di forma rettangolare, larghi 15-30 metri e lunghi circa 80-120 metri. La baulatura è longitudinale, con linea di colmo disposta lungo la mezzeria dell'appezzamento e linee di pendenza orientate simmetricamente verso i lati maggiori.
L'affossatura comprende fossi di raccolta sia longitudinali sia trasversali: le scoline, dette prode, affiancano l'appezzamento in corrispondenza dei lati maggiori e confluiscono in capofossi, disposti lungo le testate di più appezzamenti allineati. Ogni appezzamento è servito da una capezzagna, in corrispondenza di una delle testate, e affiancato da un capofosso, che scorre lungo la testata opposta. L'incidenza delle tare è dell'ordine del 6-8%.
Ogni proda è affiancata da un filare di piante arboree su uno o su entrambi i lati. Fra le specie arboree impiegate ricorrevano spesso l'olmo, l'acero, il gelso. Olmi e aceri erano generalmente sfruttati come tutori vivi per la vite maritata, mentre il gelso era sfruttato per la bachicoltura.
Il consistente volume dell'affossatura rende questa sistemazione adatta alla regimazione idraulica di terreni poco permeabili, tuttavia la presenza delle piante arboree e le dimensioni contenute dei campi si prestano poco alla meccanizzazione delle colture erbacee, perciò la sistemazione a prode è caduta in disuso nella moderna agricoltura.